# François Parisien
François Parisien, é um ciclista profissional canadiano nascido a 27 de abril de 1982 em Montreal. Actualmente encontra-se retirado.
Estreiou como profissional em 2006, na equipa continental dos Estados Unidos TIAA-CREF (Team Slipstream ao ano seguinte). Em 2008 passou à equipa canadiana Symmetrics Cycling Team em onde esteve até junho para passar à equipa Planet Energy, equipa no que competiu até ao seu desaparecimento no final de 2012.  
A sua vitória mais destacada tem sido uma etapa na Volta à Catalunha de 2013, bem como o Campeonato do Canadá em Estrada em 2005 e o Tour de Elk Grove em 2012. Em 2008 venceu na Green Mountain Stagerace nos Estados Unidos. Ocupou o 2.º lugar na Volta a Cuba em 2009 além de ganhar a 7.ª etapa e em 2010 ganhou a 2.ª etapa da Volta ao México.
A 16 de novembro de 2013, com 31 anos de idade, anunciou a sua retirada do ciclismo depois de oito temporadas como profissional e 18 anos dedicados ao ciclismo.

## Palmarés
2005
- Campeonato do Canadá em Estrada

2009
- 1 etapa da Volta a Cuba

2010
- 1 etapa da Volta ao México

2012
- Tour de Elk Grove

2013
- 1 etapa da Volta à Catalunha

## Equipas
- Team Slipstream (2006-2007)
  - TIAA-CREF (2006)
  - Team Slipstream (2007)
- Symmetrics Cycling Team (2008[5])
- SpiderTech (2008[6]-2012)
  - Team R.A.C.E. Pro (2008)
  - Planet Energy (2009)
  - SpiderTech powered by Planet Energy (2010)
  - SpiderTech powered by C10 (2011-2012)
- Argos-Shimano (2013)